# Ренин
Ренин (лат. ren = бубрег) је ензим, који се продукује у бубрезима. Излучује се у бубрезима приликом пада крвног притиска и код пада концентрације натријума у крви. Дакле ренин дугорочно регулише крвни притисак и тако спречава његово јаче опадање.
Начин дјеловања ренина описује се на сљедећи начин:
Као протеаза, ренин преображава неактивни ангиотензиноген у ангиотензин I. Овај задњи се опет у јетри под утицајем АЦЕ-а (Angiotensin-Converting-Enzym) конвертује у ангиотензин II, који по принципу повратне спреге негативно дјелује на лучење ренина и тако спречава његову повећану продукцију. Ангиотензин II је веома јак вазоконстриктор, а осим тога изазива лучење Алдостерона и Адиуретина.
Код обољења бубрега код којих се смањује њихова прокрвљеност (стенозе, артериосклероза, цистична обољења као и старост) јавља се појачано лучење ренина, што аутоматски условљава повећање крвног притиска, хипертонију.
Многи лијекови за снижавање крвног притиска дјелују на тај начин што ускачући у ренин-ангиотензин-алдостерон систем, блокирају дјеловање АЦЕ-а (Angiotensin-Converting-Enzym), чиме се спречава преобразба ангиотензина I у ангиотензин II, а тиме се аутоматски спречава и вазоконстрикција.
За сада се још врше клиничка испитивања лијека A-72517 који је директни ренин-инхибитор.